# رینالدو فیومی
رینالدو فیومی (انگلیسی: Rinaldo Fiumi؛ زادهٔ ۲ اوت ۱۹۲۳) بازیکن فوتبال اهل ایتالیا است.
از باشگاه‌هایی که در آن بازی کرده‌است می‌توان به باشگاه فوتبال اینتر میلان، باشگاه فوتبال اسپتزیا، و باشگاه فوتبال باری اشاره کرد.